# بازی‌های مستربیست
بازی‌های مستربیست یک مسابقه واقعیت مجموعه تلویزیونی است که در سال ۲۰۲۴ توسط جیمی مستربیست دونالدسون و ۱۰۰۰ شرکت‌کننده، که بزرگ‌ترین گروه در یک برنامه واقعیت تاکنون است، دراین برنامه برای جایزه ۵ میلیون دلاری رقابت می‌کنند. این جایزه به‌عنوان یکی از بزرگ‌ترین جوایز تکی در تاریخ تلویزیون واقعیت معرفی شده است. این مجموعه توسط تایلر کانکلین، شاون کلایتزنر و مک هاپکینز ساخته شده است.
الهام‌گرفته از نمایش بسیار محبوب نتفلیکس بازی ماهی مرکب و ویدیوی پرطرفدار دونالدسون بازی مرکب ۴۵۶٬۰۰۰ دلاری در زندگی واقعی! دو قسمت اول بازی‌های مستربیست در ۱۹ دسامبر ۲۰۲۴ در آمازون پرایم ویدئو منتشر شد و این مجموعه به‌طور کامل شامل ده قسمت خواهد بود که به صورت هفتگی در روزهای پنجشنبه منتشر می‌شود. در همان روز، جیمی دونالدسون همچنین نسخه آزمایشی بازی نمایش را در کانال یوتیوب خود با عنوان ۲۰۰۰ نفر برای ۵٬۰۰۰٬۰۰۰ دلار رقابت می‌کنند منتشر کرد که در آن تعداد شرکت‌کنندگان از ۲۰۰۰ نفر به ۱۰۰۰ نفر در یک سری چالش‌ها کاهش می‌یابد. در ۲۵ ژانویه ۲۰۲۵، مستربیست ویدیویی با عنوان «هر دقیقه یک نفر حذف می‌شود» را آپلود کرد که در آن ۲۰ نفر که قبلاً از برنامه بازی‌های مستربیست حذف شده بودند، بار دیگر برای رقابت برای جایزه ۵۰۰٬۰۰۰ دلار که بعدها به ۴۳۱٬۰۰۰ دلار کاهش یافت، شرکت می‌کنند.
چندین شرکت‌کننده ادعا کردند که در طول تولید بدرفتاری شده‌اند که منجر به دادخواست علیه شرکت دونالدسون و چندین شرکت دیگر شد. در حالی که نمایش با نقدهای ضعیفی مواجه شد، به یکی از پربیننده‌ترین نمایش‌های آمازون پرایم ویدیو تبدیل شد.
.